# جون غاردنر (لاعب اتحاد الرغبي)
جون غاردنر (بالإنجليزية: John Gardner)‏ هو لاعب اتحاد الرغبي نيوزيلندي، ولد في 30 يناير 1870 في تيمارو ‏ في نيوزيلندا، وتوفي في 5 مارس 1909 في ملبورن في أستراليا.